# Ingvar Rydell

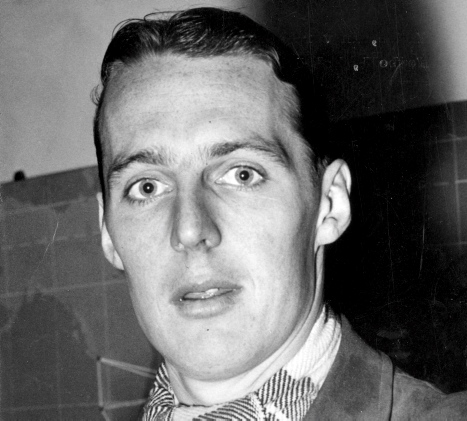
Rydell 1951

Ingvar Rydell (* 7. Mai 1922 in Bäcke; † 20. Juni 2013 in Höllviken) war ein schwedischer Fußballnationalspieler.

## Werdegang

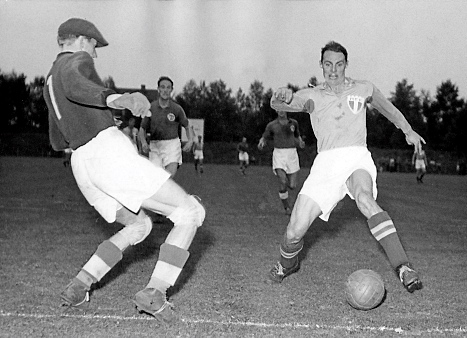
Rydell (r.) beim Torschuss

Rydell spielte zunächst bei Billingsfors IK, mit dem er 1946 in die Allsvenskan aufstieg. Allerdings stieg der Klub mit nur drei Punkten direkt wieder ab, was bis heute den Negativrekord im schwedischen Fußball darstellt. Rydell wechselte daraufhin zu Malmö FF. 1949 bis 1951 gewann er mit dem Klub drei Mal in Folge die schwedische Meisterschaft, wobei die Mannschaft mit 49 Spielen ohne Niederlage zwischen Mai 1949 und Juni 1951 einen Rekord aufstellte. 1950 wurde Rydell mit 22 Saisontoren Torschützenkönig der Liga. In 210 Spielen für MFF erzielte der Mittelstürmer 162 Tore. Zusammen mit dem Mannschaftskameraden Erik Nilsson beendete er 1953 seine Karriere.
Rydell spielte 14 Länderspiele für Schweden. Bei der Weltmeisterschaft 1950 bildete er mit acht weiteren Spielern von Malmö FF den größten Block in der Auswahl. Er selbst kam allerdings nicht an Hasse Jeppson vorbei und spielte somit nur beim abschließenden Gruppenspiel der Finalrunde gegen Spanien. Mit dem 3:1-Erfolg wurde der dritte Platz erreicht. Zwei Jahre später gehörte er bei den Olympischen Spielen von Helsinki zu der Mannschaft, die im Spiel um den dritten Platz die Deutsche Amateurnationalmannschaft mit 2:0 besiegte und somit Bronze holte.